# Wiktor Pleśnierowicz
Wiktor Marek Pleśnierowicz (ur. 29 marca 2001 w Kaliszu) – polski piłkarz, grający na pozycji obrońcy.